# میخاو گورگول
میخاو گورگول (انگلیسی: Michał Gurgul؛ زادهٔ ۳۰ ژانویهٔ ۲۰۰۶) بازیکن فوتبال است که در حال حاضر برای باشگاه فوتبال لخ پوزنان بازی می‌کند. 
وی همچنین در تیم‌های ملی فوتبال زیر ۱۴، ۱۶، ۱۷ و ۱۸ سال لهستان بازی کرده است.